# Lisa Eder
Lisa Eder (* 12. August 2001 in St. Johann in Tirol) ist eine österreichische Skispringerin. Sie ist Mitglied im SK Saalfelden-Salzburg.

## Werdegang
Am 9. August 2015 startete sie erstmals im Alpencup. Beim Springen von der kleinen Vogtlandschanzen in Klingenthal belegt sie den 18. Platz. Ihren ersten Sieg im Alpencup feierte sie am 11. August 2016 auf der Pöhlbachschanze in Pöhla. Am 18. August 2017 durfte sie erstmals im Skisprung-Continental-Cup an den Start gehen und belegte auf der Fichtelbergschanzen in Oberwiesenthal den 15. Platz. Beim Continental Cup auf den Tveitanbakken in Notodden verpasste sie am 15. Dezember 2017 als Vierte knapp ihre erste Podestplatzierung.
Für die Skisprung-Weltcup auf der Miyanomori-Schanze in Sapporo und auf der Zaō-Schanze in Zaō wurde sie erstmals für Weltcup-Springen nominiert. Während sie in Sapporo noch an der Qualifikation scheiterte, belegte sie am 19. Jänner 2018 in Zaō den 36. Platz und verpasste damit ihre ersten Weltcup-Punkte. Am 20. Jänner 2018 belegte sie im Mannschaftswettbewerb gemeinsam mit Chiara Hölzl, Claudia Purker und Jacqueline Seifriedsberger den sechsten Platz. Zudem nahm sie an den Junioren-Weltmeisterschaften in Kandersteg teil. Im Einzel von der Lötschberg-Schanze belegte sie den 24. Platz und gemeinsam mit Marita Kramer, Sophie Mair und Claudia Purker den siebten Platz. Am 24. März 2018 erreichte sie mit Platz elf von der Schattenbergschanze in Oberstdorf ihr bis dahin bestes Weltcupergebnis.
Bei den Junioren-Weltmeisterschaften 2019 im finnischen Lahti gewann sie mit der österreichischen Juniorinnen-Mannschaft, zu der auch Marita Kramer, Lisa Hirner und Claudia Purker gehörten, die Bronzemedaille, während sie mit der Mixed-Mannschaft Vierte und im Einzel Zehnte wurde. Am 9. Februar 2019 erreichte sie beim Mannschaftsspringen auf der Logarska dolina im slowenischen Ljubno gemeinsam mit ihren Mannschaftskameradinnen Jacqueline Seifriedsberger, Chiara Hölzl und Eva Pinkelnig mit Platz drei erstmals das Podium eines Weltcupspringens. Am 8. und 9. Februar 2020 erreichte sie mit den Plätzen acht und sieben in Hinzenbach ihre ersten beiden Platzierungen unter den besten zehn in einem Einzelweltcup.
Bei den Olympischen Winterspielen in Peking belegte sie mit dem österreichischen Mixed-Team den fünften Platz. Im Einzelwettbewerb wurde sie Achte.
Im Juni 2022 erlitt Eder im Training einen Kreuzbandriss und nahm deswegen erst wieder Anfang Dezember 2023 am Weltcup teil. In der Gesamtwertung der Weltcupsaison 2023/24 belegte sie Rang 16. Am 17. März 2024 erreichte Lisa Eder beim Skifliegen in Vikersund im Probesprung mit einer Weite von 198 Metern einen neuen österreichischen Damenrekord. Im Jahr darauf übersprang sie mit 205,5 Metern als erste Österreicherin offiziell die Weite von 200 Metern. (Ein 200-Meter-Sprung von Daniela Iraschko-Stolz im Jahr 2003 wird nach den Regeln der FIS nicht als offizieller Rekord anerkannt). 

## Erfolge

### Weltcupsiege im Team
| Nr. | Datum            | Ort        | Typ             |
| --- | ---------------- | ---------- | --------------- |
| 1.  | 25. Februar 2022 | Hinzenbach | Normalschanze 1 |

## Statistik

### Weltcup-Platzierungen
| Saison  | Platz | Punkte |
| ------- | ----- | ------ |
| 2017/18 | 34.   | 046    |
| 2018/19 | 44.   | 012    |
| 2019/20 | 21.   | 154    |
| 2020/21 | 20.   | 167    |
| 2021/22 | 09.   | 420    |
| 2023/24 | 16.   | 488    |
| 2024/25 | 06.   | 877    |

### Grand-Prix-Platzierungen
| Saison | Platz | Punkte |
| ------ | ----- | ------ |
| 2018   | 32.   | 017    |
| 2019   | 27.   | 017    |
| 2021   | 17.   | 102    |
| 2024   | 09.   | 119    |

## Privates
Seit 2023 ist Eder mit dem 16 Jahre älteren Skispringer Manuel Fettner liiert.